# Actual Time of Arrival
Die Actual Time of Arrival (kurz ATA;  englisch für tatsächliche Ankunftszeit) bezeichnet im Gegensatz zur estimated time of arrival (erwartete Ankunftszeit) die tatsächlich stattfindende Ankunftszeit eines Verkehrsmittels (Schiff, Flugzeug …) am vorgegebenen Ziel.
Während die ETA schon im Voraus bestimmt werden kann, ist die Angabe der ATA logischerweise erst unmittelbar vor oder bei der Ankunft möglich. Das liegt daran, dass schwer vorhersehbare Ereignisse (z. B. Stürme, Staus etc.) nicht ohne Weiteres in die voraussichtliche Ankunftszeit eingerechnet werden können.